# Občina Ravne na Koroškem
Občina Ravne na Koroškem (do roku 1952 Guštanj, německy Gutenstein in Kärnten) je jednou z 212 občin ve Slovinsku. Nachází se v Korutanském regionu na území historických Korutan. Občinu tvoří 15 sídel, její rozloha je 63,4 km² a k 1. lednu 2017 zde žilo 11 302 obyvatel. Správním střediskem občiny je město Ravne na Koroškem.

## Historie
Od roku 976 bylo území součástí Korutanského vévodství. Roku 1007 jej německý král Jindřich II. věnoval nově založenému Bamberskému biskupství. Sídlo je prvně zmiňované roku 1263 jako Gutenstain. Počátky tradičního hutnictví sahají do 17. století. Až do roku 1952 nesla občina a její správni středisko jméno Guštanj, které vycházelo z původního německého názvu Gutenstein in Kärnten. Od 12. dubna uvedeného roku se jmenuje Ravne na Koroškem. Jméno občiny poukazuje na rovinatý povrch při řece Meže a umístění na území slovinských Korutan. Až do rozpadu Jugoslávie měla občina statut městské občiny. Znovu o něj požádala roku 2009, žádost však byla zamítnuta pro nesplnění základních podmínek (minimálně 20 000 obyvatel a 15 000 pracovních míst). V současnosti je občina známá hlavně cyklem jazzových koncertů Jazz Ravne a pravidelným Festivalem slovinského jazzu, který bývá pořádán v říjnu.

## Geografie
Město Ravne na Koroškem se rozkládá v Mežickém údolí, od kterého se nadmořská výška zvyšuje směrem na jih a na sever. Do občiny zasahují Karavanky, nejvyšším bodem je Uršlja gora (1699 m n. m.), nacházející se na jižní hranici občiny. Nejvýznamnějším vodním tokem je Meža, jež patří do povodí Drávy. Většími přítoky jsou Zelenobreški potok, Črni potok a Uršeljca, která protéká skrze Ivarčko jezero. Občinou prochází železniční trať Maribor – Dravograd – Celovec.

## Pamětihodnosti
- kostel svatého Jiljí v Ravne na Koroškem
- zámek v Ravne na Koroškem
- památník padlých partyzánů v Kotlje
- kostel svaté Markéty v Kotlje
- kostel svatého Hermagora v Podgoře
- kostel svaté Voršily na Uršlje goře

## Členění občiny
Občina se dělí na sídla: Brdinje, Dobrije, Koroški Selovec, Kotlje, Navrški Vrh, Podgora, Podkraj, Preški Vrh, Ravne na Koroškem, Sele, Stražišče, Strojna, Tolsti Vrh, Uršlja Gora, Zelen Breg.

## Sousední občiny
Občina sousedí s občinami: na severovýchodě Dravograd, na jihovýchodě s Slovinský Hradec, na jihozápadě s Črna na Koroškem, na západě s Prevalje. Na severu hraničí s rakouskou obcí Neuhaus.

## Galerie

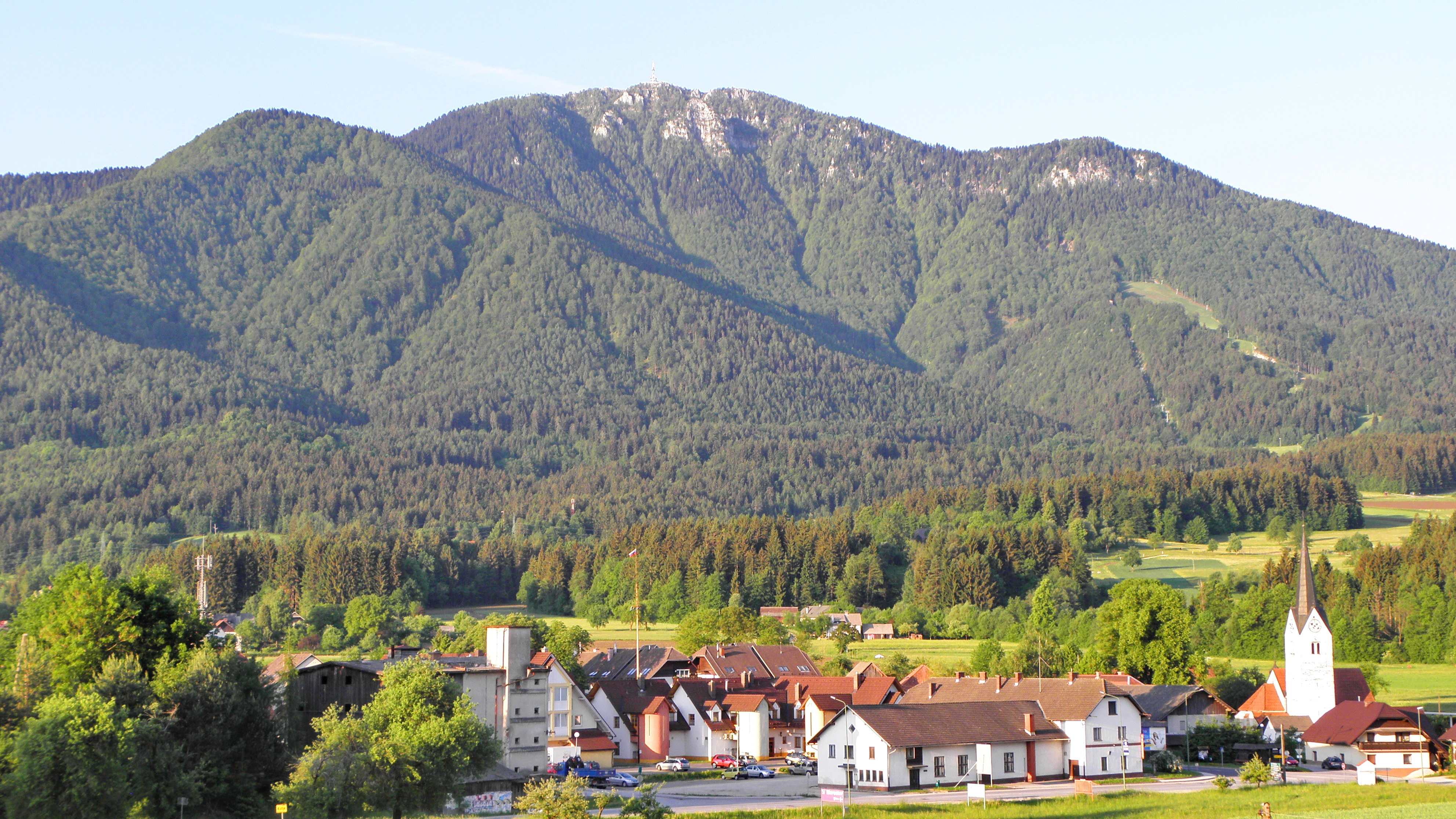
Uršlja gora
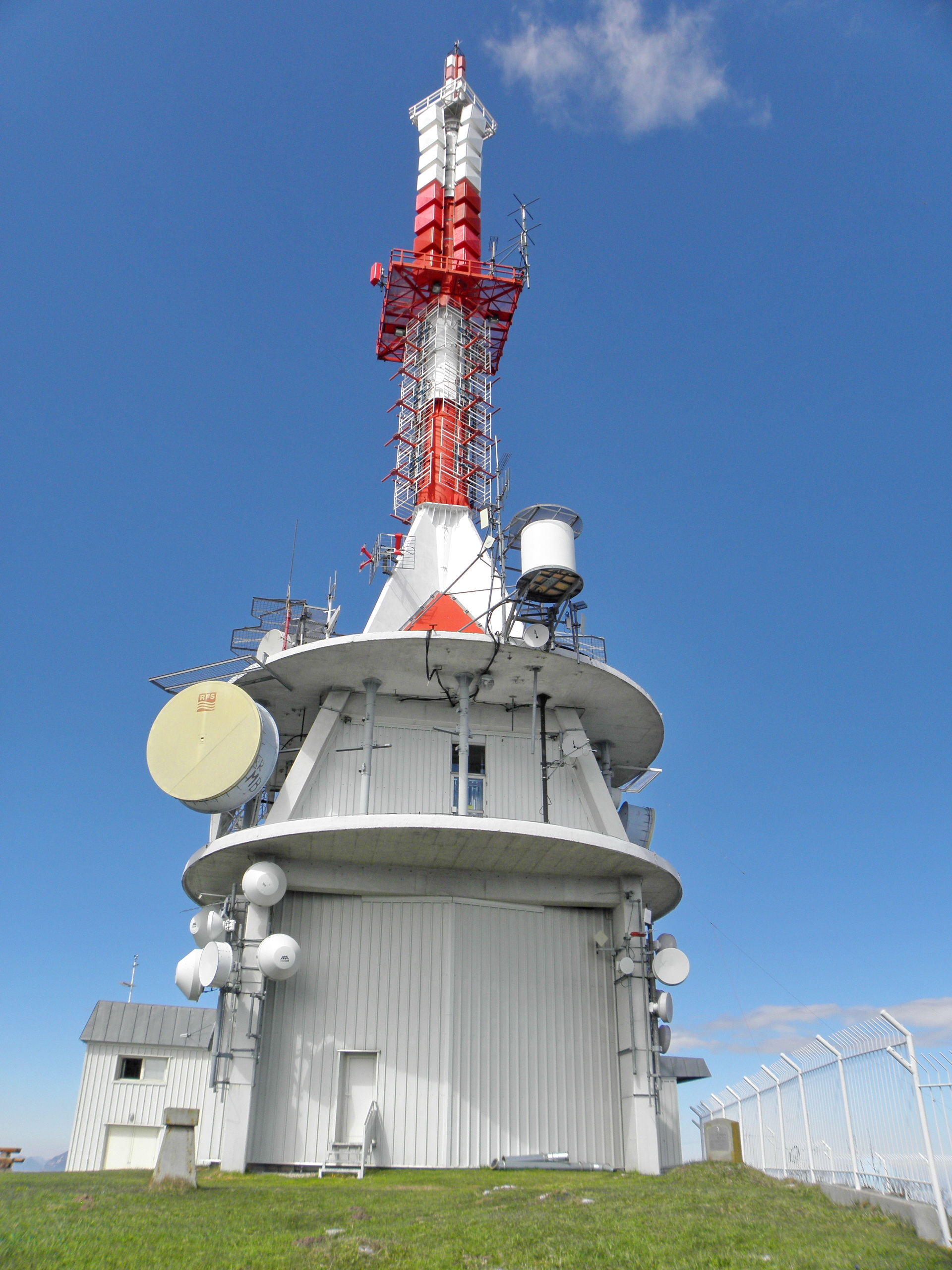
Vysílač Plešivec
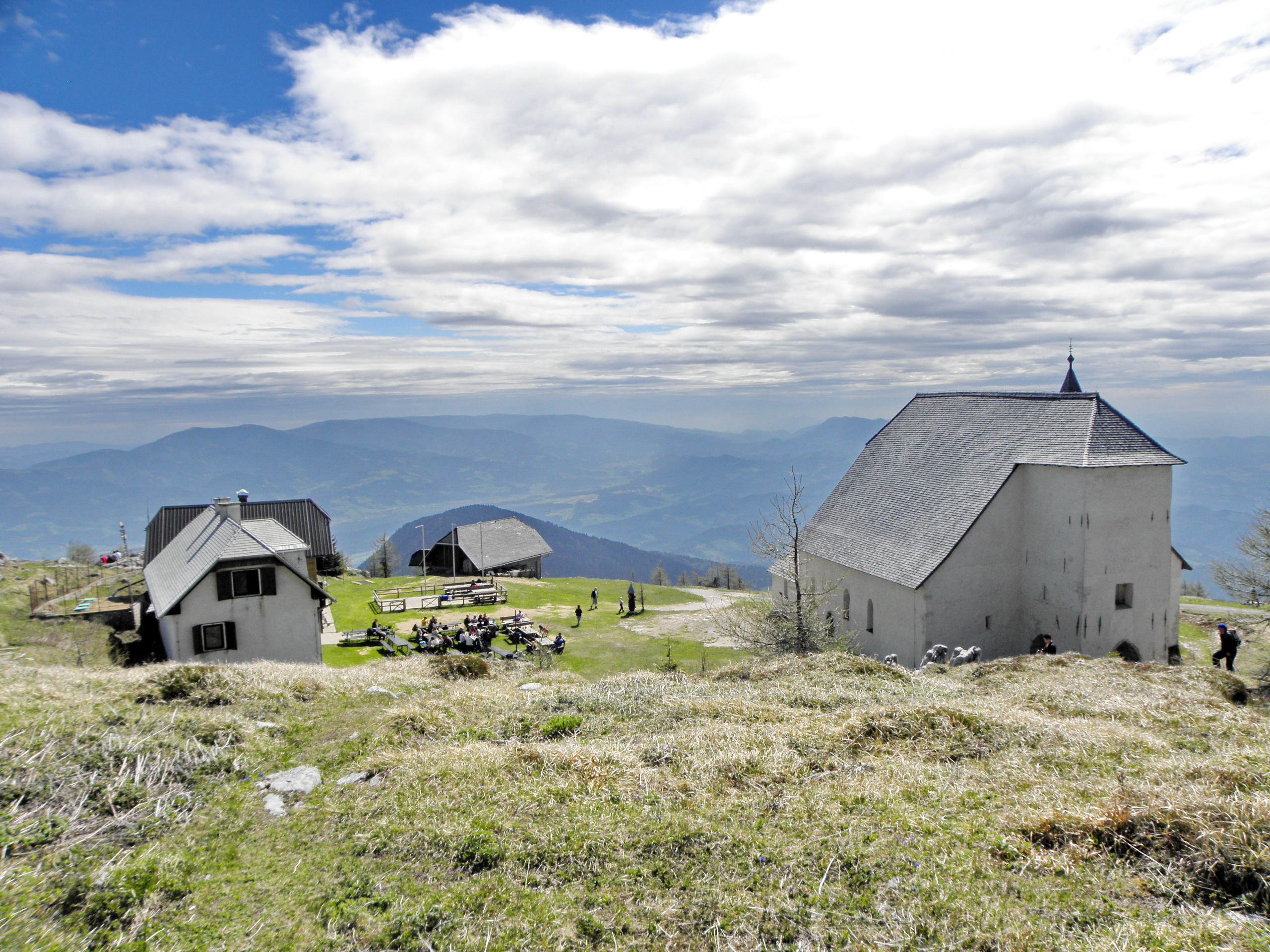
Uršlja gora s kostelem svaté Voršily
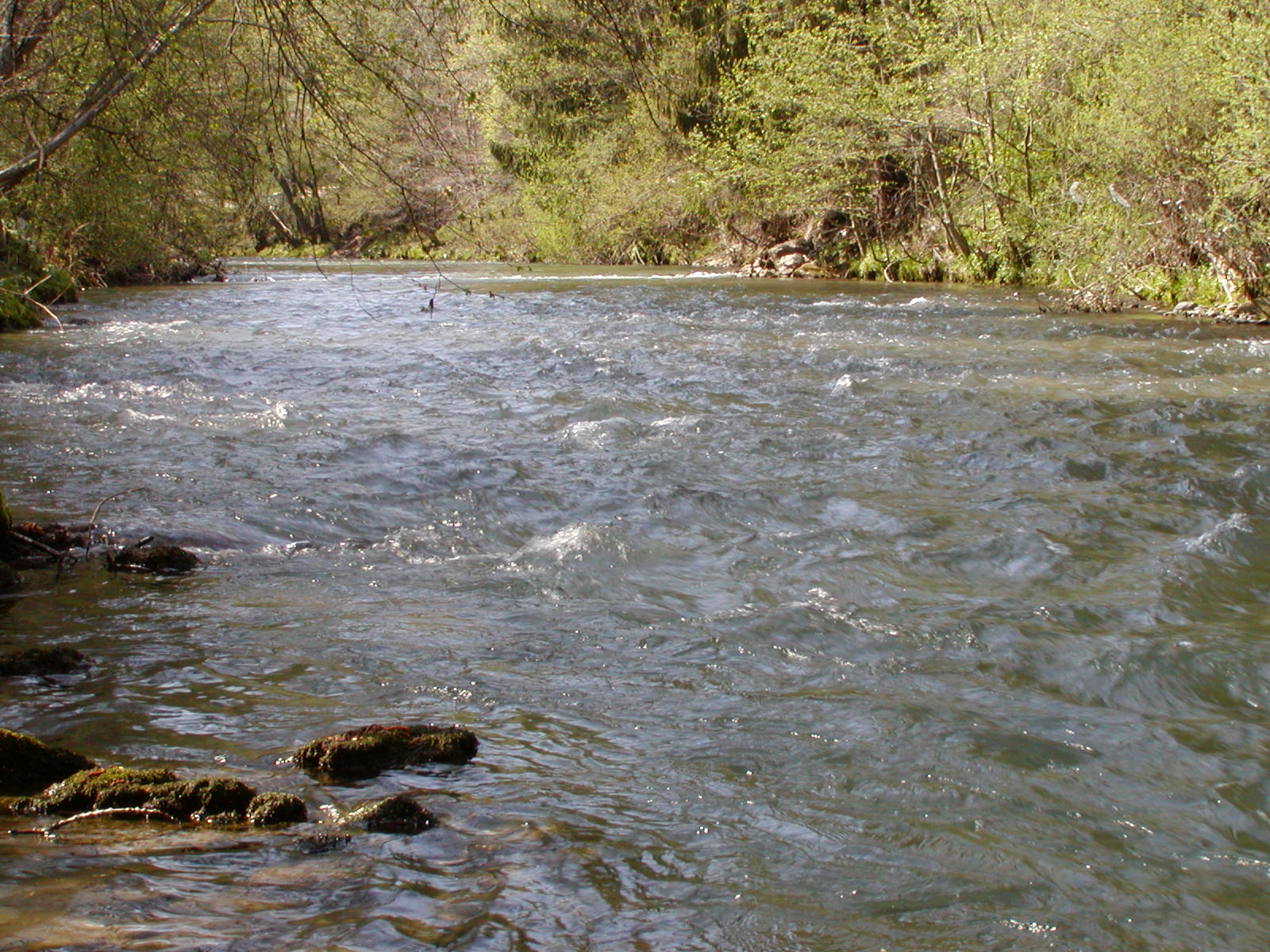
Meža
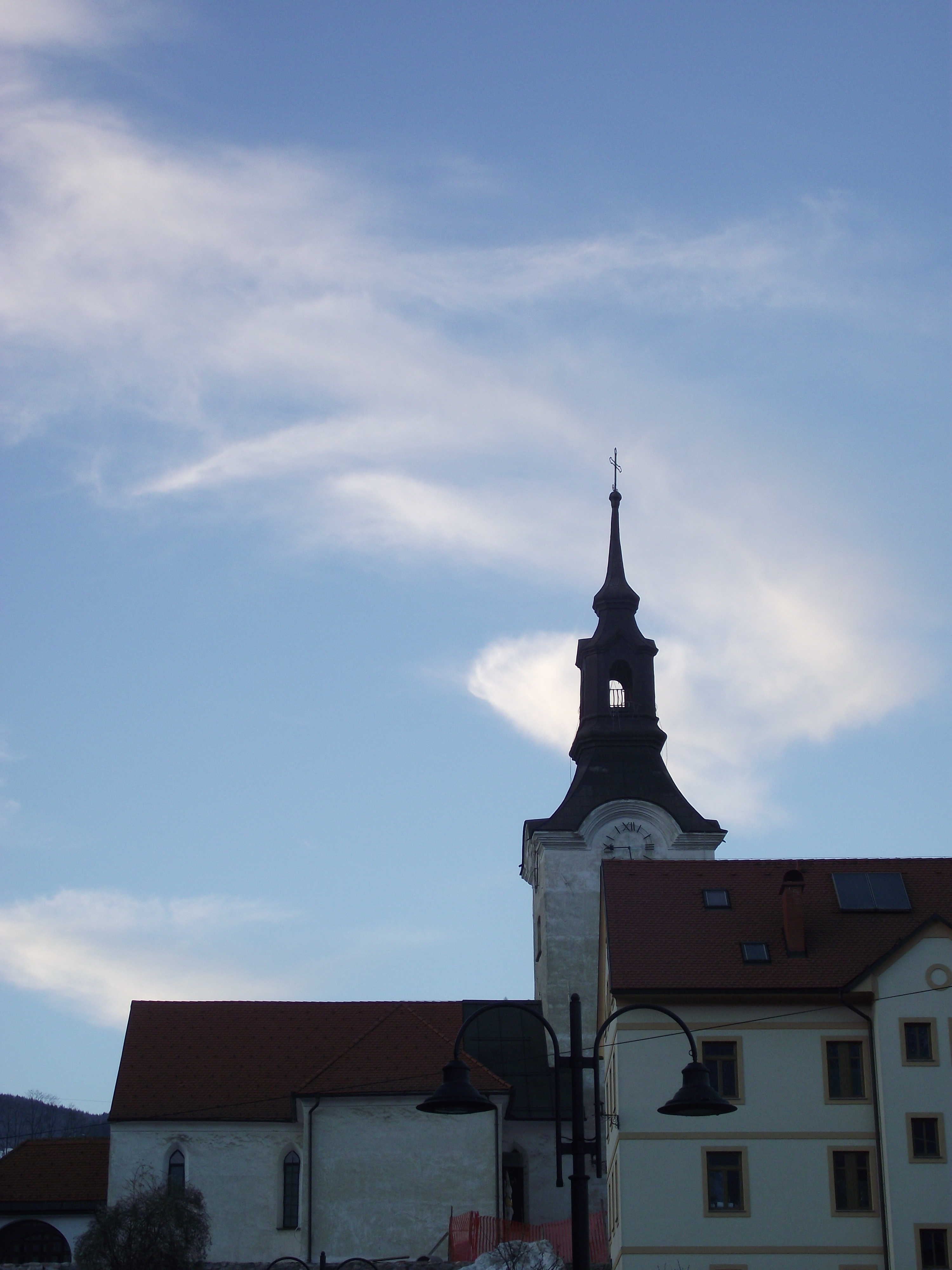
Kostel svatého Jiljí
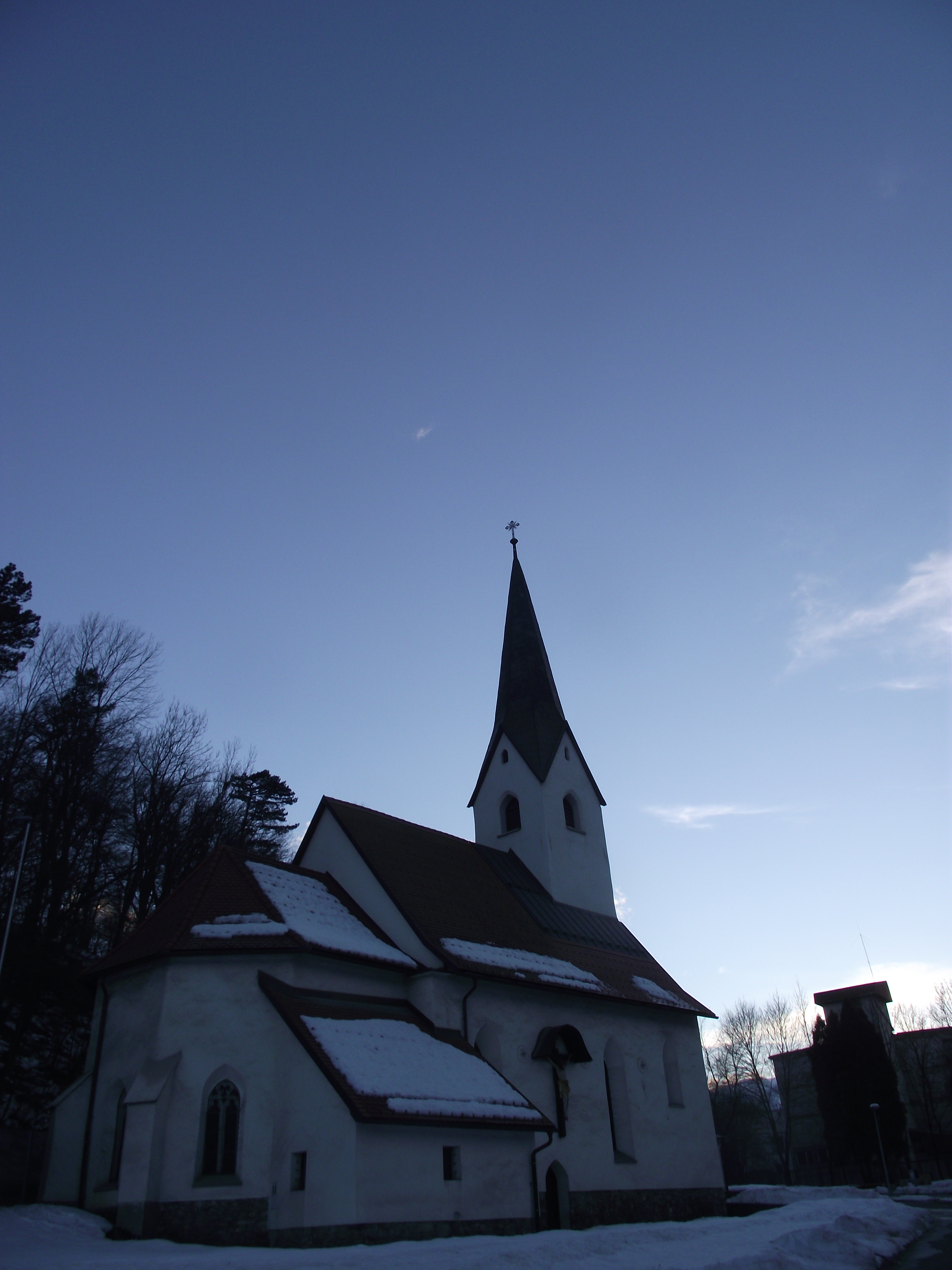
Kostel svatého Antonína
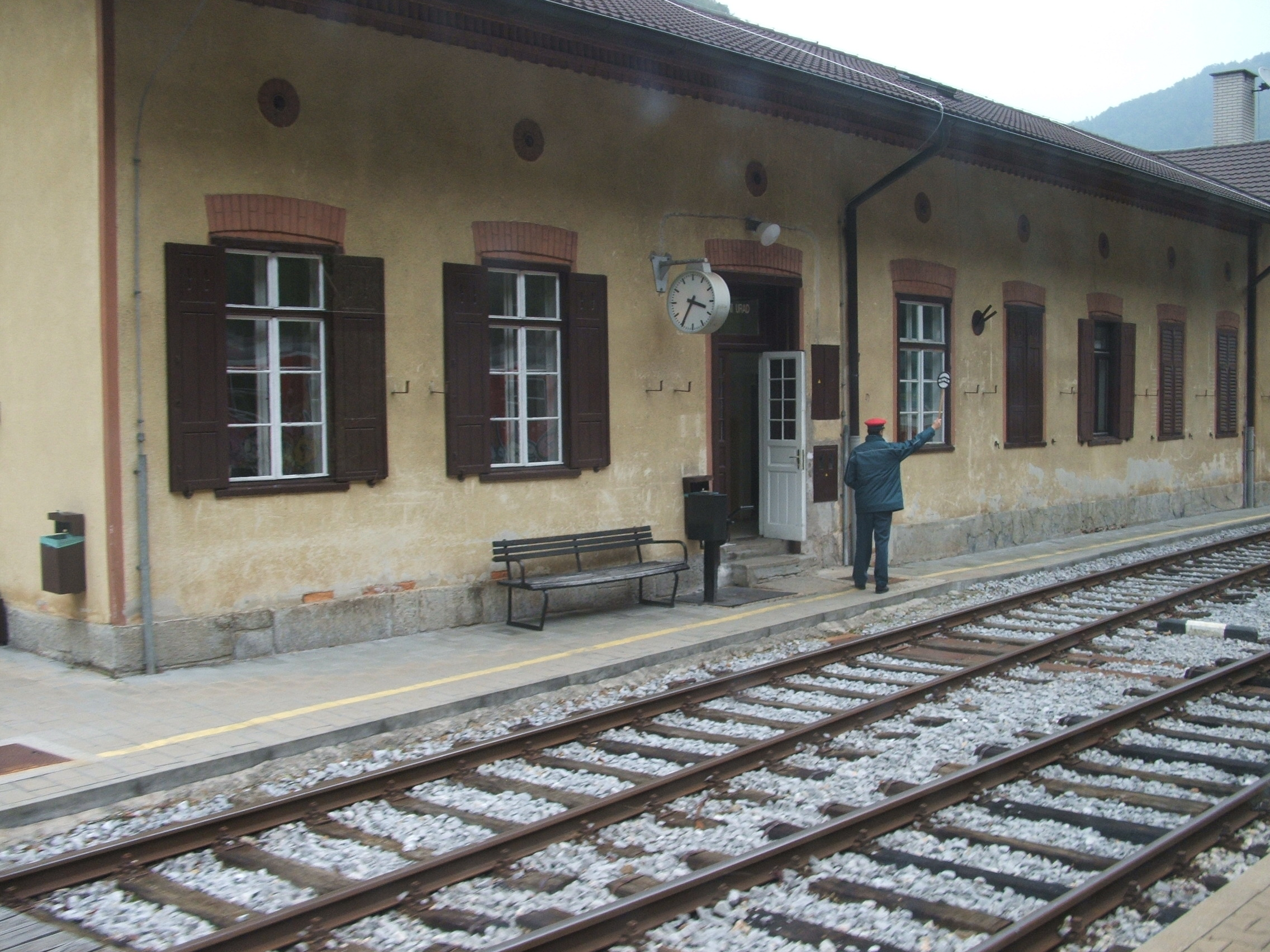
Železniční stanice
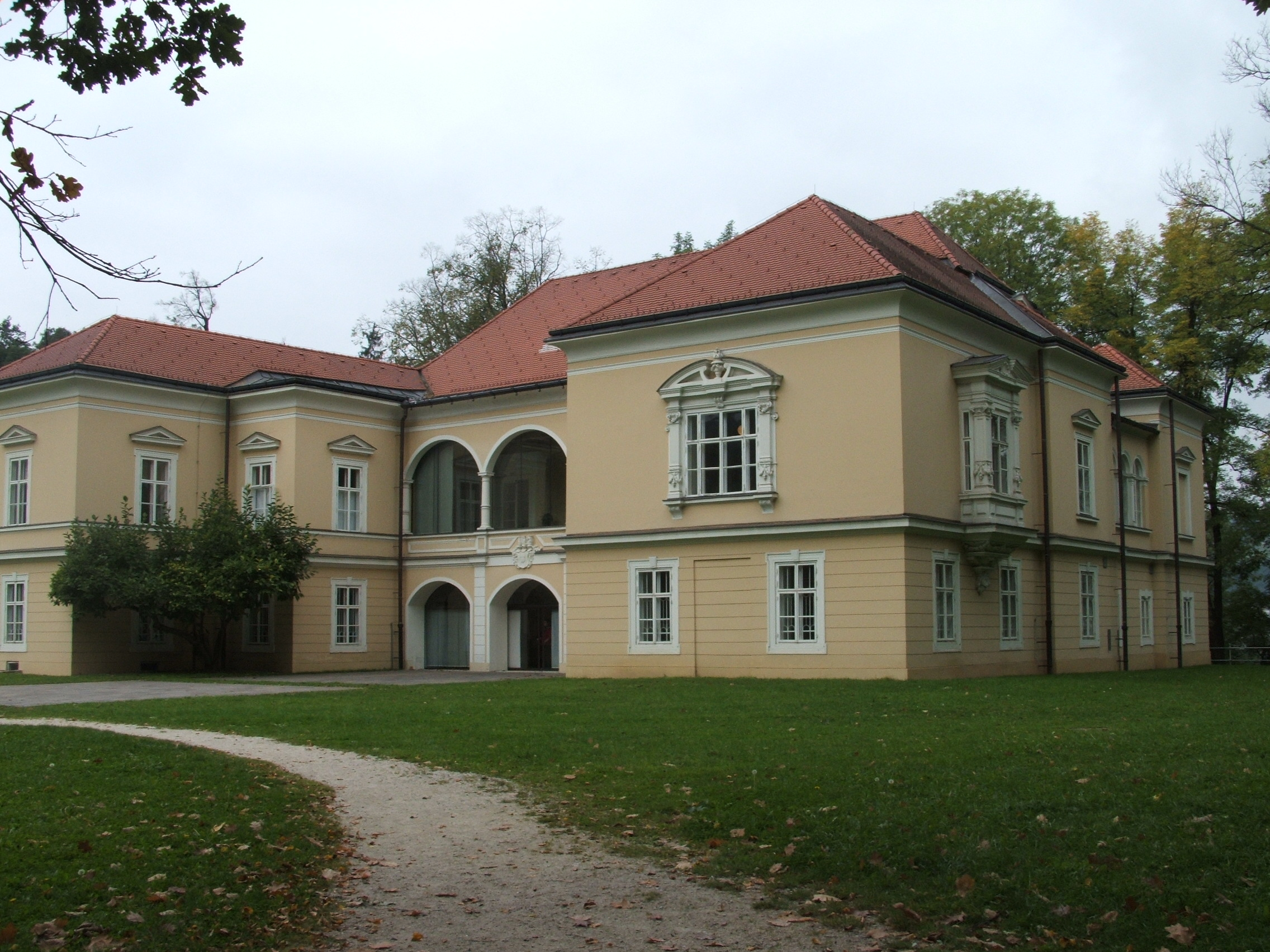
Zámek
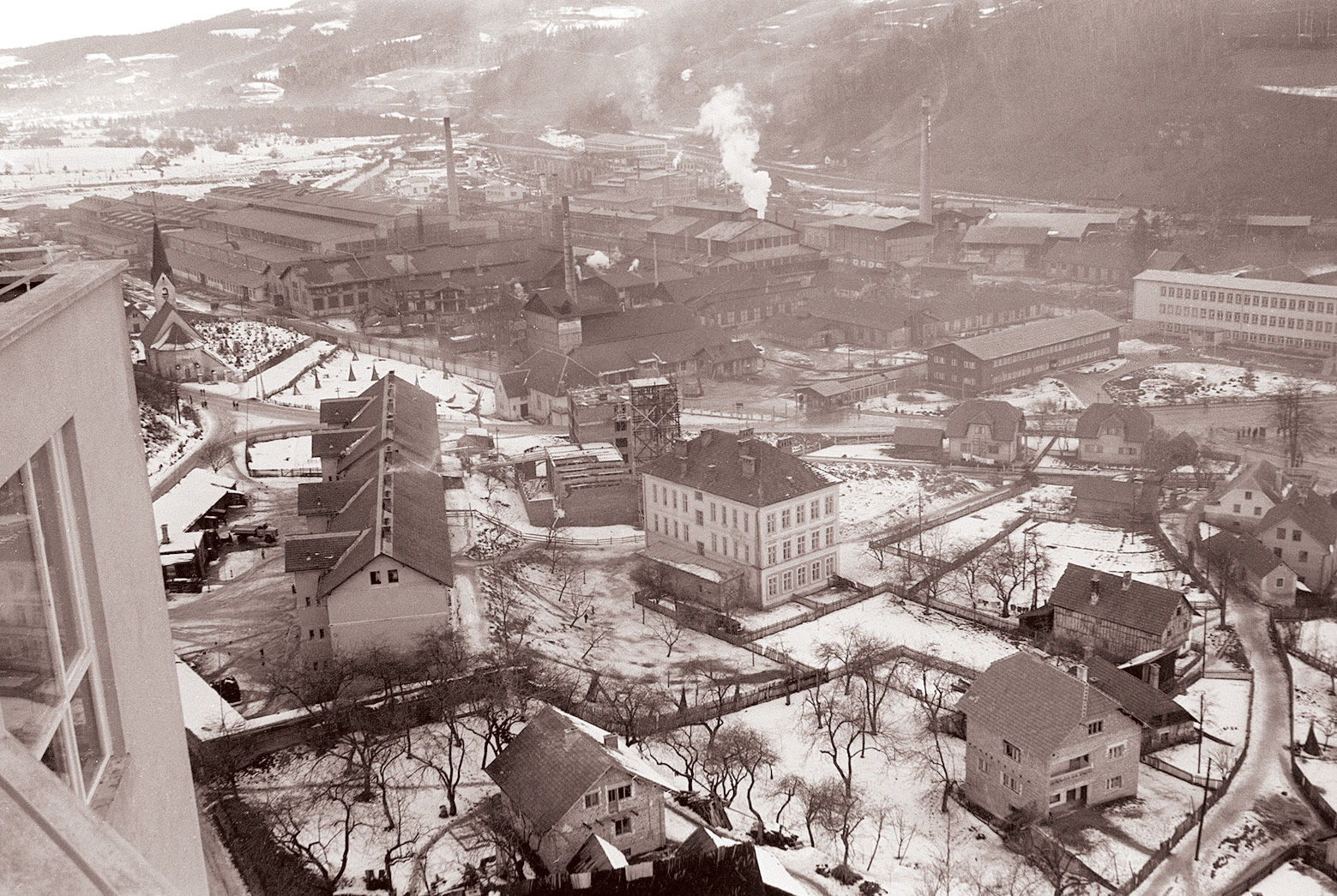
Železárny (1960)
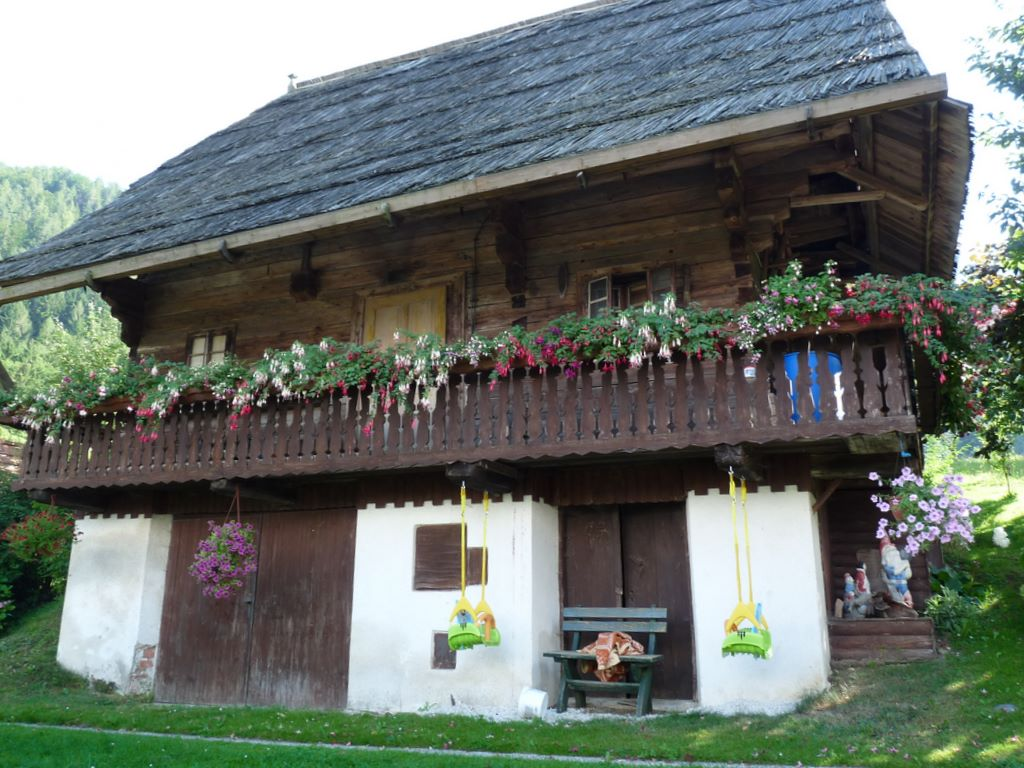
Chalupa ve vsi Podgora